# Kanton Mouthe
Mouthe is een voormalig kanton van het Franse departement Doubs. Het kanton maakte deel uit van het arrondissement Pontarlier. Het werd opgeheven bij decreet van 25 februari 2014 met uitwerking op 22 maart 2015. Alle gemeenten werden opgenomen in het nieuwe kanton Frasne.

## Gemeenten
Het kanton Mouthe omvatte de volgende gemeenten:
- Bonnevaux
- Brey-et-Maison-du-Bois
- Chapelle-des-Bois
- Châtelblanc
- Chaux-Neuve
- Le Crouzet
- Fourcatier-et-Maison-Neuve
- Gellin
- Jougne
- Labergement-Sainte-Marie
- Longevilles-Mont-d'Or
- Métabief
- Mouthe (hoofdplaats)
- Petite-Chaux
- Les Pontets
- Reculfoz
- Remoray-Boujeons
- Rochejean
- Rondefontaine
- Saint-Antoine
- Sarrageois
- Vaux-et-Chantegrue
- Les Villedieu